# Amanda Nildén
Amanda Nildén (Stockholm, 1998. augusztus 7. –) svéd női válogatott labdarúgó. A Tottenham Hotspur játékosa.

## Pályafutása

### Klubcsapatokban
Nildén az IF Brommapojkarnában kezdett focizni. 16 évesen mutatkozhatott be az első csapatban. A 2015-ös szezonban a februárban bekövetkezett keresztszalag szakadása miatt nem játszhatott. 2016. május 28-án térhetett vissza a pályára és 14 mérkőzésen bizonyíthatott. A fővárosi AIK-hoz 2017. február 7-én írt alá és 23 mérkőzésen lépett pályára. 2018 januárjában a Brighton & Hove Albion csapatához igazolt.
Angliai kitérője után visszatért hazájába és az Eskilstuna Unitednél 27 találkozót abszolvált.
2021. augusztus 2-án hároméves szerződést írt alá a Juventus együtteséhez.
2024. januárjában a Tottenham Hotspur gárdájánál töltött hat hónapot kölcsönjátékosként, majd 2024. június 26-án a Spurs bejelentette, hogy hároméves megállapodást kötött Nildénnel.

### A válogatottban
Málta ellen mutatkozott be a válogatottban 2021. február 23-án egy barátságos mérkőzésen, melyen Julia Roddar cseréjeként a 63. percben lépett pályára.

### Magánélete
Édesapja és nagyapja is az AIK Fotboll játékosa volt. Húga Matilda a BK Häcken együttesét erősíti.

## Sikerei

### Klubcsapatokban
Olasz bajnok (1):
- Juventus (1): 2021–2022

 Olasz kupagyőztes (2):
- Juventus (2): 2021–2022, 2022–2023

 Olasz szuperkupa győztes (2):
- Juventus (2): 2021–2022, 2023–2024